# Силвија Салис
Силвија Салис (итал. Silvia Salis; Ђенова, 17. септембар 1975) је италијанска атлетичарка специјалиста за бацање кладива, чланица Ђеновског спортског клуба.

## Биографија
Када је тренер бацача кладива Велтер Суперина по завршетку каријере добио од клуба у којем је провео цео такмичарски стаж, да преузме рад са млађим категоријама, формирао је трио бацачица кладива, који су чиниле Клариса Кларети, Естер Баласини и Силвија Салис, који је могао да се такмичи на међународном нивоу.
Силвија Салис је на међународним такмичењима учествовала од 2001. на јуниорским европским и светским првенствима, затим универзијадама, првенствима млађих сениора и сениора. Два пута је учествовала на и Летњим олимпијским играма 2008. и 2012.
До 2009 није имала запаженијих међународних резултата, до Европског зимског купа бацача на Теренифама освојила треће место. Исте година победила је на Медитеранским играма у Пескари. Следеће године на Европском зимском купу у Арлу је друга, а на Медитеранским играма 2013. у Мерсину трећа.
Силвија Салис је освојила 7 Првенстава Италије у атлетици 3 апсолутна (2010/12.) и 4 зимска (2009/12.)

## Лични рекорд
- 71,93 — 18. мај 2011. Савона

Овим рекордом заузима треће место на италијанској листи бацачица кладива свих времена.

## Значајнији резултати
| Год.  | Такмичење                                | Место                         | Пласман | Резултат | Белешка |
| ----- | ---------------------------------------- | ----------------------------- | ------- | -------- | ------- |
| 2001  | Светско првенство за младе У-17          | Дебрецин, Мађарска            | 22.     | 45,28    | [ 2 ]   |
| 2003  | Европско првенство за јуниоре У-19       | Тампере, Финска               | 10.     | 56,14    | [ 3 ]   |
| 2004  | Европско првенство за јуниоре У-20       | Гросето, Италија              | 12.     | 53,76    | [ 4 ]   |
| 2005  | Европско првенство младих У—23           | Ерфурт, Немачка               | 13.     | 59,59    | [ 5 ]   |
| 2006  | Европско првенство                       | Гетеборг, Шведска             | 18.     | 61,69    | [ 6 ]   |
| 2007  | Европско првенство младих У—23           | Дебрецин, Мађарска            | 4.      | 64,92    | [ 7 ]   |
| 2007  | Универзијада                             | Бангкок, Тајланд              | 9.      | 62,18    | [ 8 ]   |
| 2008  | Европски куп у атлетици 2008 — Суперлига | Анси, Француска               | 5.      | 70,05    | [ 9 ]   |
| 2008  | Олимпијске игре                          | Пекинг, Кина                  | 42.     | 62,28    | [ 10 ]  |
| 2009  | Зимски куп Европе                        | Тенерифе, Шпанија             | 3.      | 70,05    | [ 11 ]  |
| 2009  | Медитеранске игре                        | Пескара, Италија              |         | 70,39    | [ 12 ]  |
| 2009  | Универзијада                             | Београд, Србија               | 5.      | 68,74    | [ 13 ]  |
| 2009  | Светско првенство                        | Берлин, Немачка               | 18.     | 68,55    | [ 14 ]  |
| 2010  | Зимски куп Европе                        | Арл, Француска                | 2.      | 69,43    | [ 15 ]  |
| 2010  | Европско првенство                       | Барселона, Шпанија            | 7.      | 68,85    | [ 16 ]  |
| 2011  | Светско првенство                        | Тегу, Јужна Кореја            | 9.      | 69,88    | [ 17 ]  |
| 2012  | Зимски куп Европе                        | Бар, Црна Гора                | 9.      | 65,66    | [ 18 ]  |
| 2013  | Европски куп у атлетици 2008 — Суперлига | Гејтсхед Уједињено Краљевство | 7.      | 64,76    | [ 19 ]  |
| 2013  | Медитеранске игре                        | Мерсин, Турска                |         | 62,52    | [ 20 ]  |
| 2015. | Светско првенство                        | Пекинг, Кина                  | 24.     | 66,80    | [ 21 ]  |

## Пласман на годишњим листама ИААФ
| Год. | Резултат | Место                   | Датум         | СЛ                   |
| ---- | -------- | ----------------------- | ------------- | -------------------- |
| 2001 | 52,80    | Ђенова                  | 15. септембар |                      |
| 2002 | 55,23    | Вијаређо                | 21. јул       |                      |
| 2003 | 58,12    | Ђенова                  | 12. септембар |                      |
| 2004 | 61.70    | Асколи Пичено           | 21. јул       | 140                  |
| 2005 | 64,96    | Падова                  | 2. јул        | 75                   |
| 2006 | 65,61    | Ђенова                  | 20. мај       | 66                   |
| 2007 | 66,19    | Падова                  | 27. јул       | 78                   |
| 2008 | 70,40    | Савона                  | 8. јул        | 30                   |
| 2009 | 71,77    | Лос Реалехос            | 14. март      | 19                   |
| 2010 | 71,25    | Сан Бенедето дел Тронто | 7. март       | 18                   |
| 2011 | 71,93    | Савона                  | 18. мај       | 15                   |
| 2012 | 71,20    | Лука                    | 25. фебруар   | 45                   |
| 2013 | 69,68    | Хале                    | 25. мај       | 38                   |
| 2014 | 70,48    | Лука                    | 22. фебруар   | 34                   |
| ЛСВ  | 71,93    | Савона                  | 18. мај 2011. | 67 (8. октобар 2015) |